# بلاتتس (جمهوری چک)
بلاتتس (به چکی: Blatec) یک منطقهٔ مسکونی در جمهوری چک است که در ناحیه اولومووتس واقع شده‌است. بلاتتس ۶٫۵۸ کیلومتر مربع مساحت و ۶۰۹ نفر جمعیت دارد و ۲۲۴ متر بالاتر از سطح دریا واقع شده‌است.